# Deutsch-laotische Beziehungen
Die Deutsch-laotische Beziehungen bestehen auf der bilateralen Ebene seit den späten 1950er Jahren.

## Geschichte
Die Bundesrepublik Deutschland nahm am 31. Januar 1958 diplomatische Beziehungen zu Laos auf, die DDR am 27. Mai 1974. Im Jahre 1975 eröffneten sowohl die Bundesrepublik als auch die DDR Botschaften in Vientiane, der Hauptstadt von Laos. Nach der deutschen Wiedervereinigung wurde im Jahre 1998 die Deutsch-Laotische Gesellschaft gegründet.
Bundeskanzlerin Angela Merkel traf am 14. Juli 2016 beim Asia-Europe Meeting-Gipfel in Ulaanbaatar mit dem Premierminister von Laos Thongloun Sisolith zusammen. Ein weiteres Treffen der beiden Regierungschefs fand am 13. März 2019 in Berlin statt.
Im Jahr 2018 feierten Deutschland und Laos den 60. Jahrestag der Aufnahme diplomatischer Beziehungen. Dieses Jubiläumsjahr wurde zu einer Intensivierung des politischen Besucheraustausches genutzt. 2019 besuchte der laotische Premierminister Thongloun Sisoulith als erster laotischer Premierminister Deutschland.
2024 reiste Staatsminister Tobias Lindner für einen zweitägigen Besuch nach Laos.

## Wirtschaftsbeziehungen
Beide Länder haben 1999 ein bilaterales Investitionsabkommen abgeschlossen. Im Jahre 2020 lag das bilaterale Handelsvolumen bei 154,7 Millionen Euro, womit Deutschland für Laos der zweitgrößte Handelspartner innerhalb der Europäischen Union war.

### Entwicklungszusammenarbeit
Seit den 1960er Jahren leistet Deutschland in Laos Entwicklungshilfe. Bis 2022 lagen die Hilfszahlungen bei über 500 Millionen Euro.
Am 30. September 2022 wurde die Deutsche Entwicklungszusammenarbeit mit Laos bei Regierungsgesprächen vertieft. Dazu wurde für den Ausbau der Zusammenarbeit in den Bereichen Biodiversität, Wald- und Klimaschutz, berufliche Bildung und gute Regierungsführung Mittel in Höhe von 38 Millionen Euro zugesagt. Das vereinbarte Entwicklungs-Staatssekretär Jochen Flasbarth bei Regierungsgesprächen in der Demokratischen Volksrepublik Laos.

## Kulturbeziehungen
Knapp 3000 Laoten haben in der ehemaligen DDR studiert und heute vergibt der Deutsche Akademische Austauschdienst Stipendien an laotische Studenten. Im Hochschulwesen gibt es verschiedene Partnerschaften zwischen deutschen und laotischen Institutionen. An der Nationaluniversität Laos ist Deutsch seit dem Jahr 2003 ein eigenes Fach.
Ab 1995 gab es eine enge kulturelle Zusammenarbeit zwischen dem Siam-Journal und der Laotische Botschaft in Berlin und dem laotischen Tempel Wat Sibounheuang in Altlußheim. Dazu gehörten Beiträge im Siam-Journal über Aktivitäten und Informationen über laotische Kulturvereine, der Botschaft in Berlin und des Wat Sibounheuang. Weiterhin wurden Adressen und Neueröffnungen von laotischen Restaurants in Deutschland bekannt gegeben.
Deutschland hat Laos beim Kulturerhalt unterstützt. 2015–2018 wurden Gebäude in der Altstadt von Luang Prabang mit Mitteln des Auswärtigen Amts restauriert.

## Diplomatische Vertretungen
- Deutschland hat eine Botschaft in Vientiane.[7]
- Laos hat eine Botschaft in Berlin.[8]

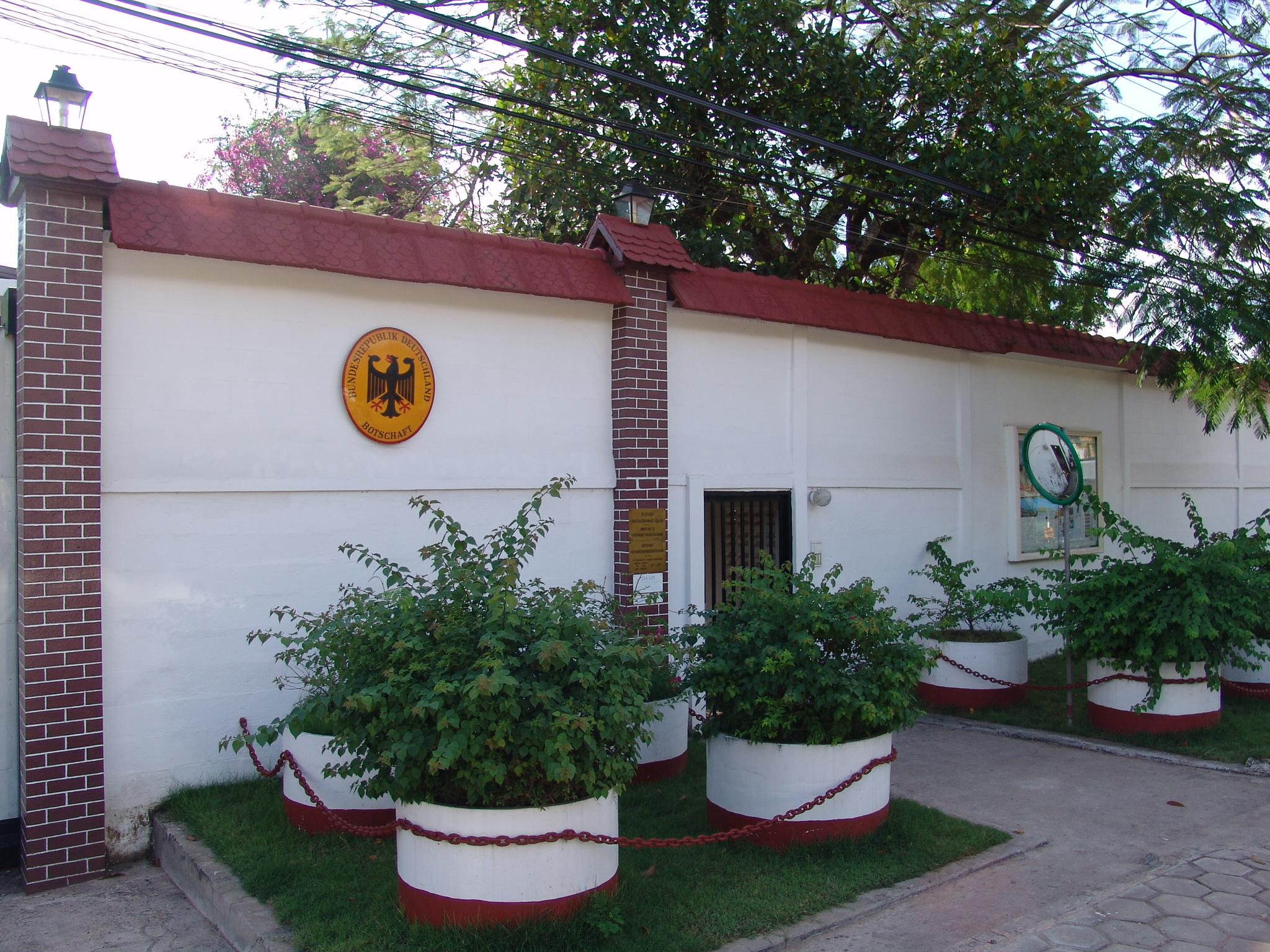
Deutsche Botschaft in Laos
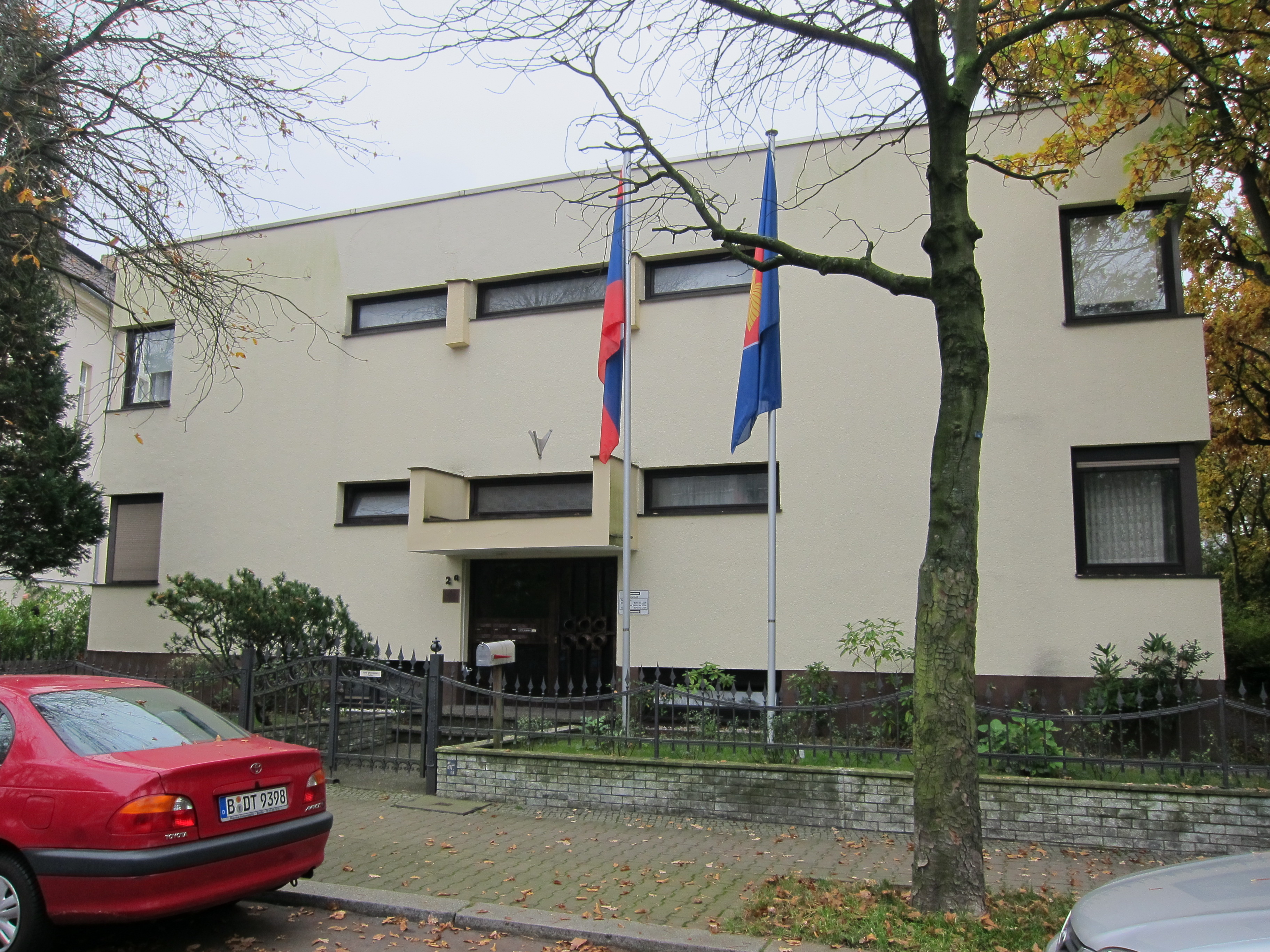
Laotische Botschaft in Berlin